# Гоибненн мак Конайлл
Гоибненн мак Конайлл (Гоибниу мак Конайлл; др.‑ирл. Goibnenn mac Conaill, Goibniu; первая половина VI века) — король коннахтского септа Уи Фиахрах Айдне (упоминается в 538 году).

## Биография
Гоибненн мак Конайлл принадлежал к роду Уи Фиахрах Айдне, происхождение которого возводилось к его прапрадеду, верховному королю Ирландии Нату И. Гоибненн — первый из правителей Уи Фиахрах Айдне, упоминающийся в ирландских анналах. Его владения находились вблизи границы Коннахта и Мунстера. К востоку от подвластных Гоибненну земель располагалось королевство Миде.
О правлении Гоибненна мак Конайлла почти ничего не известно. В 538 году король Миде Мане мак Кербайлл попытался подчинить своей власти часть прилегающих к его владениям коннахтских земель. Мане потребовал от Гоибненна выдать ему заложников, а когда тот отказался это сделать, начал военные действия. Однако в сражении при Клайнлохе (около современного Горта) войско королевства Миде было разбито войском Гоибненна, а король Мане мак Кербайлл пал на поле боя.
После сражения при Клайнлохе сведения о Гоибненне мак Конайлле в средневековых источниках отсутствуют. Следующим известным королём Уи Фиахрах Айдне был племянник Гоибненна, живший на рубеже VI и VII веков Кобтах мак Габран.